# Leo Sauer
Leo Sauer (Bratislava, 16 december 2005) is een Slowaaks voetballer die bij voorkeur als aanvaller speelt. Hij staat onder contract bij Feyenoord. Op 1 maart 2024 tekende hij hier een nieuwe verbintenis wat hem tot medio 2028 aan de club bindt.

## Clubcarrière

### Feyenoord
Sauer groeide op in Slowakije, alwaar hij actief was in de jeugd van Slovan Bratislava en MŠK Žilina. In 2021 werd hij opgepikt door Feyenoord, aanvankelijk als huurspeler maar werd later definitief overgenomen. Hier was hij actief in het Onder 21-elftal van de Feyenoord Academy onder leiding van trainer Melvin Boel.
In aanloop naar het Eredivisieseizoen 2023/24 draaide hij mee in de voorbereiding van het elftal van Arne Slot. Op 20 augustus 2023 maakte Sauer zijn officiële debuut voor Feyenoord, in de uitwedstrijd bij Sparta Rotterdam. Hierin maakte hij direct de 2-2 in blessuretijd en redde daarmee een punt voor de club van Zuid.
Op 19 september 2023 debuteert Sauer voor Feyenoord in de UEFA Champions League in de met 2-0 gewonnen wedstrijd tegen Celtic FC. In dit seizoen kwam Sauer in alle competities tot 15 wedstrijden en twee goals. Sauer won in dit seizoen met Feyenoord de KNVB Beker. Na dit seizoen zou Sauer na het winnen van de Johan Cruijff Schaal verhuurd worden aan NAC Breda. 

#### NAC Breda
op 12 augustus 2024 werd bekend dat Sauer verhuurd zou worden voor een jaar aan NAC Breda. Op 31 augustus maakte Sauer zijn debuut voor NAC tegen SC Heerenveen, deze wedstrijd werd met 4-0 verloren. Het eerste doelpunt voor NAC Breda maakte Sauer tegen RKC Waalwijk in de Eredivisie. Op 30 oktober 2024 maakte Sauer zijn debuut in de KNVB Beker tegen BVV Barendrecht, deze wedstrijd werd met 2-1 verloren.

#### Terug bij Feyenoord
Na zijn verhuur aan NAC Breda keerde Sauer terug naar Feyenoord, zijn rentre voor Feyenoord maakte Sauer op 6 augustus 2025 in de derde voorronde van de Champions League tegen Fenerbahçe (2-1 winst) Sauer stond deze wedstrijd in de basis. En zijn rentre in de Eredivisie maakte Sauer uitgerekend tegen NAC Breda (2-0 winst).

## Clubstatistieken
| Seizoen                       | Club           | Competitie     | Competitie | Competitie | Beker | Beker | Int. | Int. | Overig | Overig | Totaal | Totaal |
| Seizoen                       | Club           | Competitie     | Wed.       | Dlp.       | Wed.  | Dlp.  | Wed. | Dlp. | Wed.   | Dlp.   | Wed.   | Dlp.   |
| ----------------------------- | -------------- | -------------- | ---------- | ---------- | ----- | ----- | ---- | ---- | ------ | ------ | ------ | ------ |
| 2023/24                       | Feyenoord      | Eredivisie     | 13         | 2          | 0     | 0     | 2    | 0    | 0      | 0      | 15     | 2      |
| 2024/25                       | Feyenoord      | Eredivisie     | 0          | 0          | 0     | 0     | 0    | 0    | 0      | 0      | 0      | 0      |
| 2025/26                       | Feyenoord      | Eredivisie     | 1          | 0          | 0     | 0     | 1    | 0    | 0      | 0      | 2      | 0      |
| Clubtotaal                    | Clubtotaal     | Clubtotaal     | 14         | 2          | 0     | 0     | 3    | 0    | 0      | 0      | 17     | 2      |
| 2024/25                       | NAC Breda      | Eredivisie     | 31         | 7          | 1     | 0     | 0    | 0    | 0      | 0      | 32     | 7      |
| Clubtotaal                    | Clubtotaal     | Clubtotaal     | 31         | 7          | 1     | 0     | 0    | 0    | 0      | 0      | 32     | 7      |
| Carrièretotaal                | Carrièretotaal | Carrièretotaal | 44         | 9          | 1     | 0     | 2    | 0    | 0      | 0      | 47     | 9      |
| Bijgewerkt op 9 augustus 2025 |                |                |            |            |       |       |      |      |        |        |        |        |

## Interlandcarrière
Op 26 maart 2024, maakte Sauer zijn debuut voor het Slowaaks elftal tegen Noorwegen in een vriendschappelijke wedstrijd gespeeld in Oslo, de wedstrijd eindigde in een 1 – 1 gelijkspel. Sauer was daarmee de jongste speler ooit in het shirt van Slowakije. Sauer werd op 7 juni 2024 door bondscoach Francesco Calzona opgenomen in de Slowaakse selectie voor het EK 2024 in Duitsland. Slowakije eindigde als derde in een groep met Roemenië, België en Oekraïne, waarna het in de achtste finales na een verlenging met 2–1 verloor van Engeland. Sauer kwam op het toernooi alleen als invaller in actie tegen Oekraïne en werd daarmee de jongste Slowaakse speler ooit op een eindtoernooi.
Sauer werd opgeroepen voor Slowakije onder 21 dat als gastland deel zou nemen aan het EK voetbal onder 21 Slowakije werd derde in de poule en was daarmee uitgeschakeld. Sauer stond alle wedstrijden in de basis.

### Statistieken
| Interlands van Leo Sauer voor Slowakije | Interlands van Leo Sauer voor Slowakije | Interlands van Leo Sauer voor Slowakije | Interlands van Leo Sauer voor Slowakije | Interlands van Leo Sauer voor Slowakije | Interlands van Leo Sauer voor Slowakije | Interlands van Leo Sauer voor Slowakije |
| №                                       | Datum                                   | Wedstrijd                               | Uitslag                                 | Competitie                              | Goals                                   |                                         |
| Als speler bij Feyenoord                | Als speler bij Feyenoord                | Als speler bij Feyenoord                | Als speler bij Feyenoord                | Als speler bij Feyenoord                | Als speler bij Feyenoord                | Als speler bij Feyenoord                |
| --------------------------------------- | --------------------------------------- | --------------------------------------- | --------------------------------------- | --------------------------------------- | --------------------------------------- | --------------------------------------- |
| 1                                       | 26 maart 2024                           | Noorwegen – Slowakije                   | 1 – 1                                   | Vriendschappelijk                       |                                         |                                         |

Bijgewerkt op 31 maart 2024.

## Erelijst
| KNVB Beker           | 1x | 2023/24 |
| Johan Cruijff Schaal | 1x | 2024    |